# Баудолино
«Баудоли́но» (итал. Baudolino) — четвёртый роман итальянского писателя, профессора семиотики Болонского университета Умберто Эко. Повествует о приключениях итальянца по имени Баудолино, усыновлённого императором Фридрихом Барбароссой, в реальном и мифическом христианском мире второй половины XII и начала XIII столетий. Опубликован в 2000 году; русский перевод романа вышел в издательстве «Симпозиум» три года спустя (переводчик Елена Костюкович).

## Сюжет
| Umbrella Foot                                                            | Devil Man  |
| Headless                                                                 | Large Ears |
| Странные существа, описываемые в книге: исхиапод, сатир, блегм и паноций |            |

В 1204 году Баудолино из Алессандрии в Пьемонте оказывается в Константинополе, не осознавая, что в разгаре Четвёртый Крестовый поход, который вверг город в хаос. В обстановке всеобщего беспорядка он встречает Никиту Хониата, Высшего судью, а также известного историка Византийской империи, и спасает ему жизнь.
Итальянец рассказывает византийскому хронисту историю своей жизни. Наречённый в честь Св. Баудолина крестьянский мальчик — уроженец тех же мест, что и сам Эко, — волей случая становится приёмным сыном Фридриха Барбароссы.
Баудолино — незаурядная личность, с ярким воображением и цепким рациональным умом. Он обладает уникальной способностью быстро изучать разные языки. Баудолино, прекрасный рассказчик, обладает одним загадочным свойством: любая его выдумка воспринимается окружающими как нечто реальное, и зачастую благодаря ей меняется ход истории.
Его история начинается в 1155 году, когда Баудолино, будучи ещё 14-летним юношей, вывел из тумана заплутавшего чужеземного путника, оказавшегося императором Фридрихом Барбароссой. Мальчик, предвкушая щедрость важного господина, закованного в латы, предрёк ему грядущую победу в битве, чем обратил на себя внимание и был выкуплен у его родителей. Так фантазии ещё молодого Баудолино начали вплетаться в сеть реальных событий. При дворе и на поле битвы он получает образование в чтении и латинском письме и узнаёт о борьбе за власть и сражениях, кипевших в его время в Северной Италии. Его посылают в Париж для изучения наук.
В Париже он заводит друзей — Поэта (прототип — Архипиита Кёльнский), Борона (прототип — Робер де Борон) и Кийота, или Гийота (прототипы — Киот, предполагаемый источник сюжета — «Парцифаля» Вольфрама фон Эшенбаха, а также Гийот Провенский), узнав о мифическом царстве пресвитера Иоанна.
С этого времени Баудолино мечтает о том, чтобы достичь этой легендарной земли. Эко описывает, как Баудолино встречает евнухов, единорогов и странные карикатуры на людей.

## Переводы
Роман представил множество специфических трудностей в переводе, не самой малой из которых было то, что в оригинале есть приблизительно десять страниц, написанных на искусственном языке, который является смесью латинского, средневекового итальянского и других языков.
- 2001 Баудолино был переведён на английский язык Уильямом Вивером.
- 2001 Бразильское издание на португальском языке
- 2002 Первое издание на французском языке
- 2002 Русский перевод романа в издательстве «Симпозиум» (переводчик Елена Костюкович).

## Исторические лица в романе
- Фридрих Барбаросса
- Беатрис I (графиня Бургундии)
- Фридрих V (герцог Швабии)
- Генрих VI (император Священной Римской империи)
- Александр III (папа римский)
- Никита Хониат
- Оттон Фрейзингенский
- Робер де Борон
- Андроник I Комнин
- Исаак II Ангел
- Алексей II Комнин
- Мануил I Комнин
- Райнальд фон Дассель
- Хасан ибн Саббах
- Архипиита Кёльнский
- Беда Достопочтенный
- Энрико Дандоло
- Член древнего благородного рода Арцрунидов

## Средневековые легенды и артефакты, происхождение которых описывается в романе
- Царство пресвитера Иоанна и его письмо Фридриху Барбароссе
- Святой Грааль
- Туринская плащаница
- Множественные святые мощи и реликвии